# 1996年夏季残疾人奥林匹克运动会白俄罗斯代表团
1996年夏季残疾人奥林匹克运动会白俄罗斯代表团是白俄罗斯派出的1996年夏季残疾人奥林匹克运动会代表团。获得3枚金牌、3枚银牌和7枚铜牌。